# Stéphanie de Monaco
La princesse Stéphanie de Monaco, née le 1er février 1965 à Monaco, est un membre de la famille princière monégasque, fille cadette de Rainier III et de Grace Kelly. Elle est 14e dans l'ordre de succession au trône de Monaco. Elle fut brièvement une chanteuse à succès dans les années 1980, avec, entre autres titres, le tube Ouragan sorti en 1986.

## Biographie
Stéphanie est la dernière fille du prince Rainier III et de la princesse Grace, née Grace Kelly.
Elle est scolarisée successivement à l'école maternelle privée des Dames de Saint-Maur de Monaco, à l'école et au collège privé Dupanloup à Boulogne-Billancourt, au Cours Charles de Foucauld à Neuilly-sur-Seine où elle obtient son baccalauréat littéraire en 1982, à l'âge de 17 ans. Par la suite, elle suit des cours de stylisme et crée une ligne de maillots de bain, Pool Position – dont elle présente elle-même les modèles – ainsi que deux parfums, Stéphanie et L'Insaisissable.
Son parrain est le chanteur crooner Frank Sinatra.

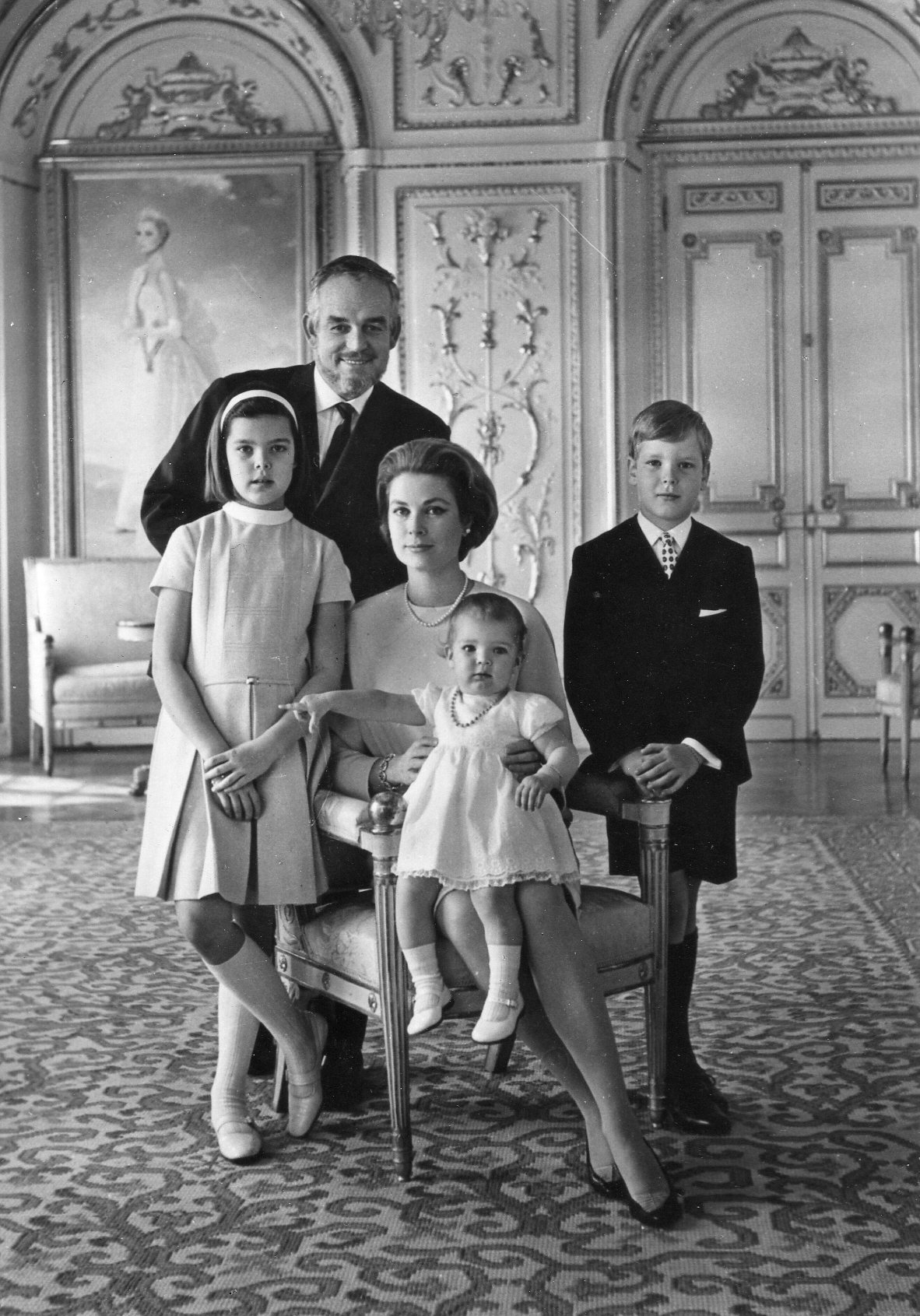
Stéphanie bébé avec sa famille.
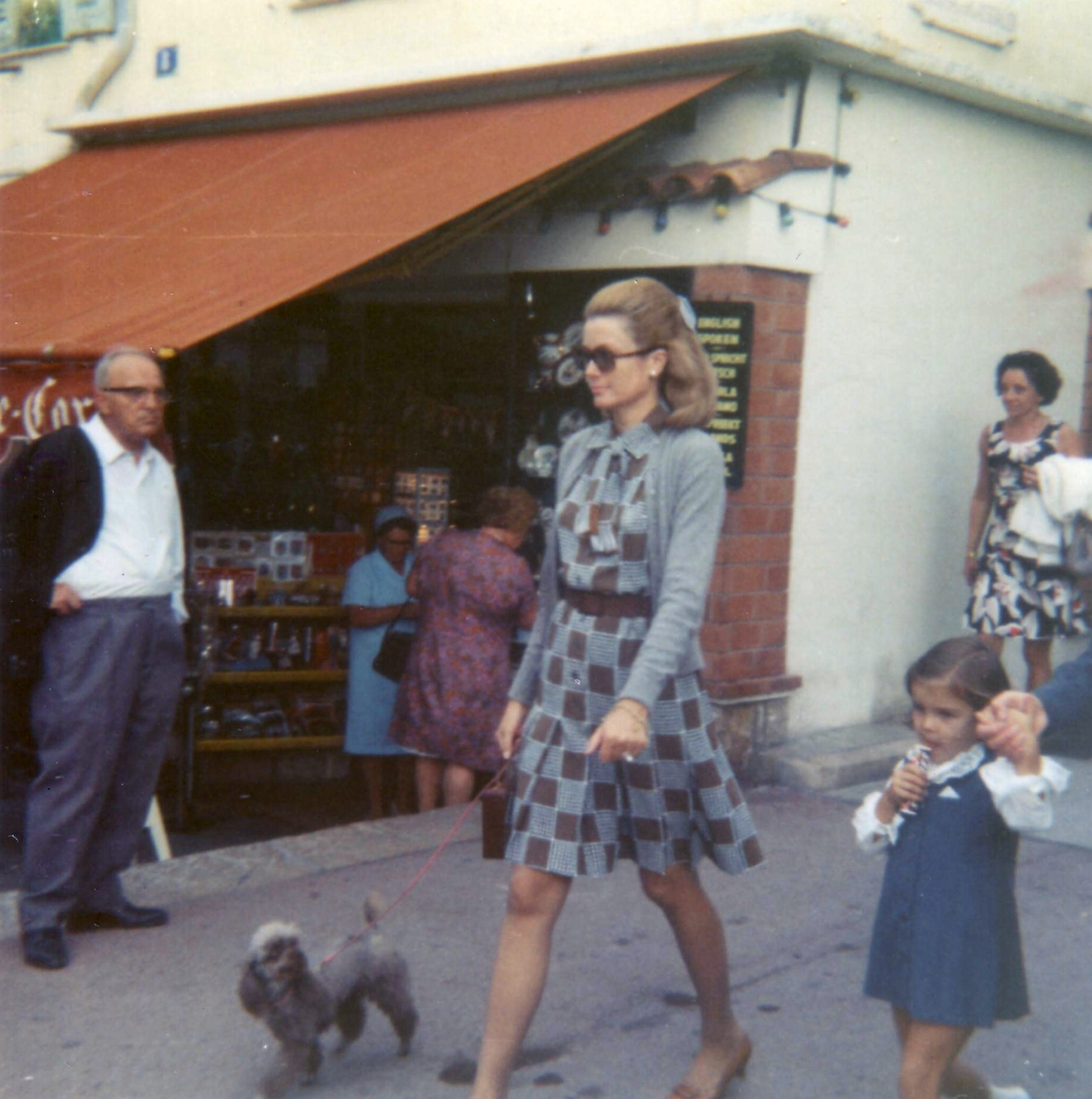
Stéphanie enfant avec sa mère, la princesse Grace en 1969.

En 1982, en dépit de graves blessures, elle survit à l'accident de voiture qui coûte la vie à sa mère. Elle est stagiaire styliste chez Christian Dior (entreprise) sous la tutelle de Marc Bohan. En 1996, elle ouvre un café et un magasin de vêtements spécialisé dans les jeans, Replay Store, rue Grimaldi à Monaco. Elle présente ses créations à des prix abordables, et en 1986 notamment le blouson « Stéphanie » pour la marque Ville et Campagne sur la chaîne musicale TV6.

### Activités

#### Carrière de chanteuse

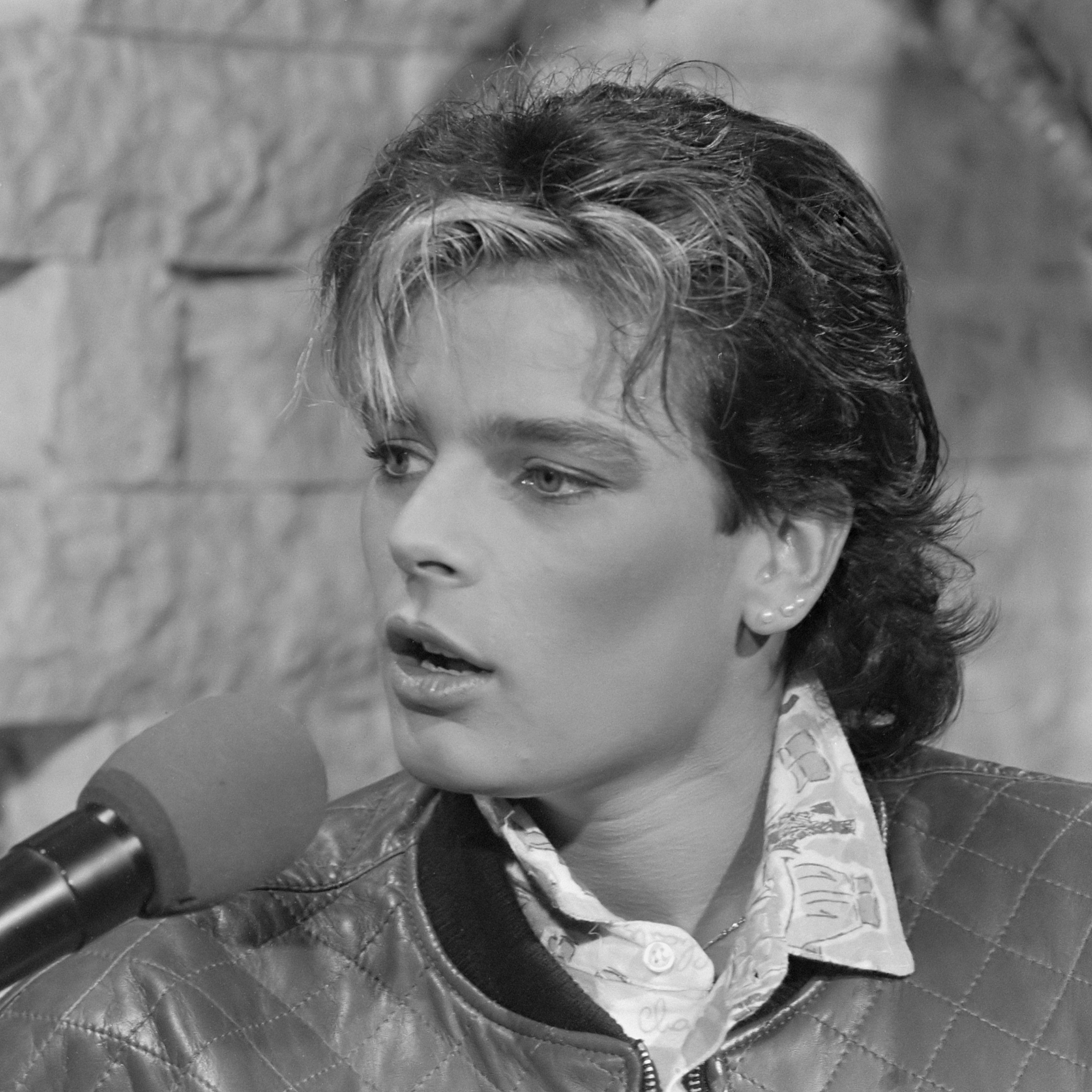
Stéphanie de Monaco en 1986.

Stéphanie de Monaco est chanteuse de variété française entre 1986 et 1991.
En 1986, elle enregistre dans le studio d'un ami proche son premier titre, Ouragan, composé par Romano Musumarra et écrit par Marie Léonor, chanson que Jeanne Mas et Sheila ont refusée. La chanson a un grand succès. C'est le titre de son premier 45-tours où l'on trouve la version anglaise, Irresistible, sur la face B. Il reste près de quatre mois au Top 50, dont dix semaines à la première place. Le père de la chanteuse est fier d'elle et apprécie la chanson.
L'album suivant Besoin comprend un autre titre à succès, Flash, qui grimpe également dans les premières places du Top 50.
La chanson Fleurs du mal, hommage à son ex-petit ami Paul Belmondo, connaît un succès moindre. Les chansons Live Your Life et Young Ones Everywhere (dont une partie des bénéfices des ventes du 45-tours est reversée à l'Unicef) sont un échec.
En 1991, Stéphanie de Monaco participe à l'écriture des toutes premières paroles du morceau In the Closet, titre que l'on retrouve sur l'album Dangerous de Michael Jackson sous le pseudonyme de « Mystery Girl ». Parallèlement, elle sort un deuxième CD entièrement en anglais, un nouveau single, Winds of Chance, et une chanson dédiée à sa mère, Grace Kelly, sous le titre Words upon the wind. Elle cesse ensuite toute activité de chanteuse pour fonder une famille avec Daniel Ducruet.
En 2006, Stéphanie de Monaco chante sur le single caritatif L'Or de nos vies, écrit et composé par Benoît Poher du groupe Kyo, pour son association de lutte contre le Sida Fight Aids Monaco. Le single connaît un grand succès. Toutefois, si le clip de la chanson est diffusé à la télévision, la promotion de la chanson se résume à quelques apparitions de Stéphanie dans des émissions de variétés (Hit machine) pour parler de son association, de l'écriture et de la composition de la chanson sans jamais la chanter en direct avec les autres chanteurs y participant.

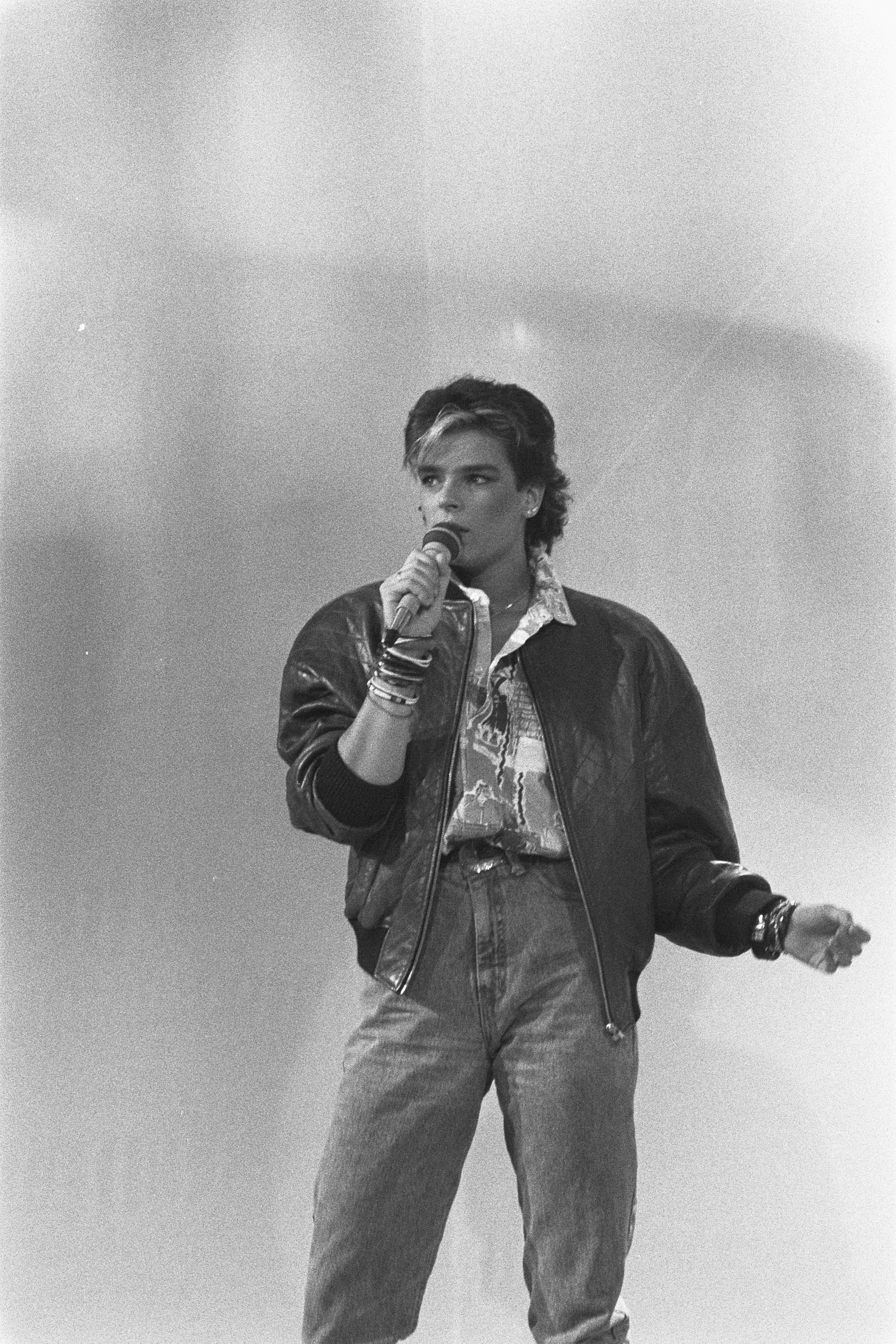
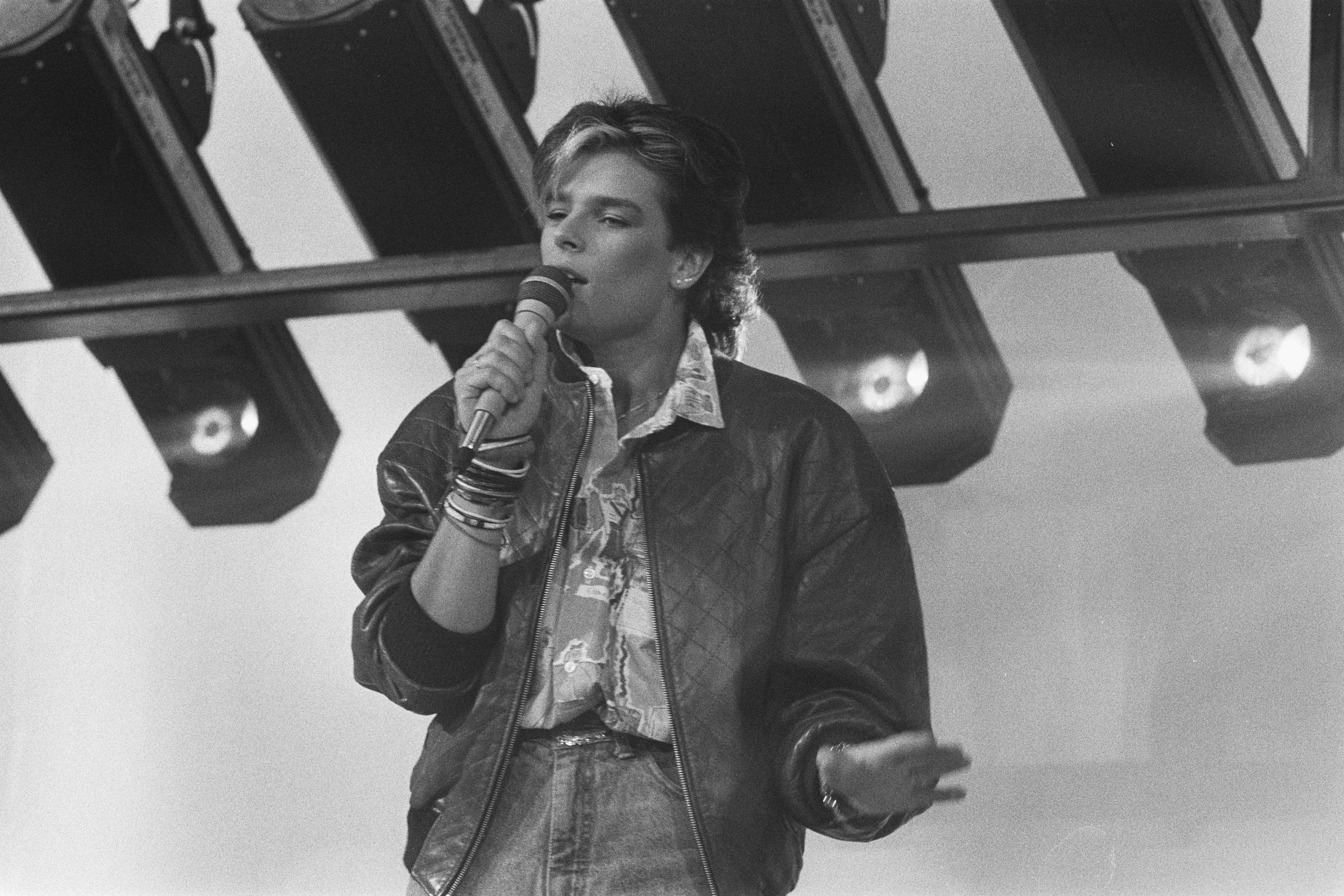

#### Autres activités
La princesse Stéphanie, qui n'aime pas les activités protocolaires et culturelles, réserve ses apparitions publiques au cirque et au domaine social. Elle est la présidente du Centre de la jeunesse de Monaco et du Centre d'activités Princesse-Stéphanie.
La princesse est la présidente de l'association Fight Aids Monaco, issue de deux associations :
- Monaco Sida, créée en 1996 par Miranda Viale-Douala, présidée successivement par le Dr Sioniac, Mme Forchino et le Dr Taillan,
- Femmes face au sida, créée en 2003 par la princesse Stéphanie.

Fight Aids Monaco prend son envol en juillet 2004 avec pour mission : « Informer, Prévenir et Soutenir ».

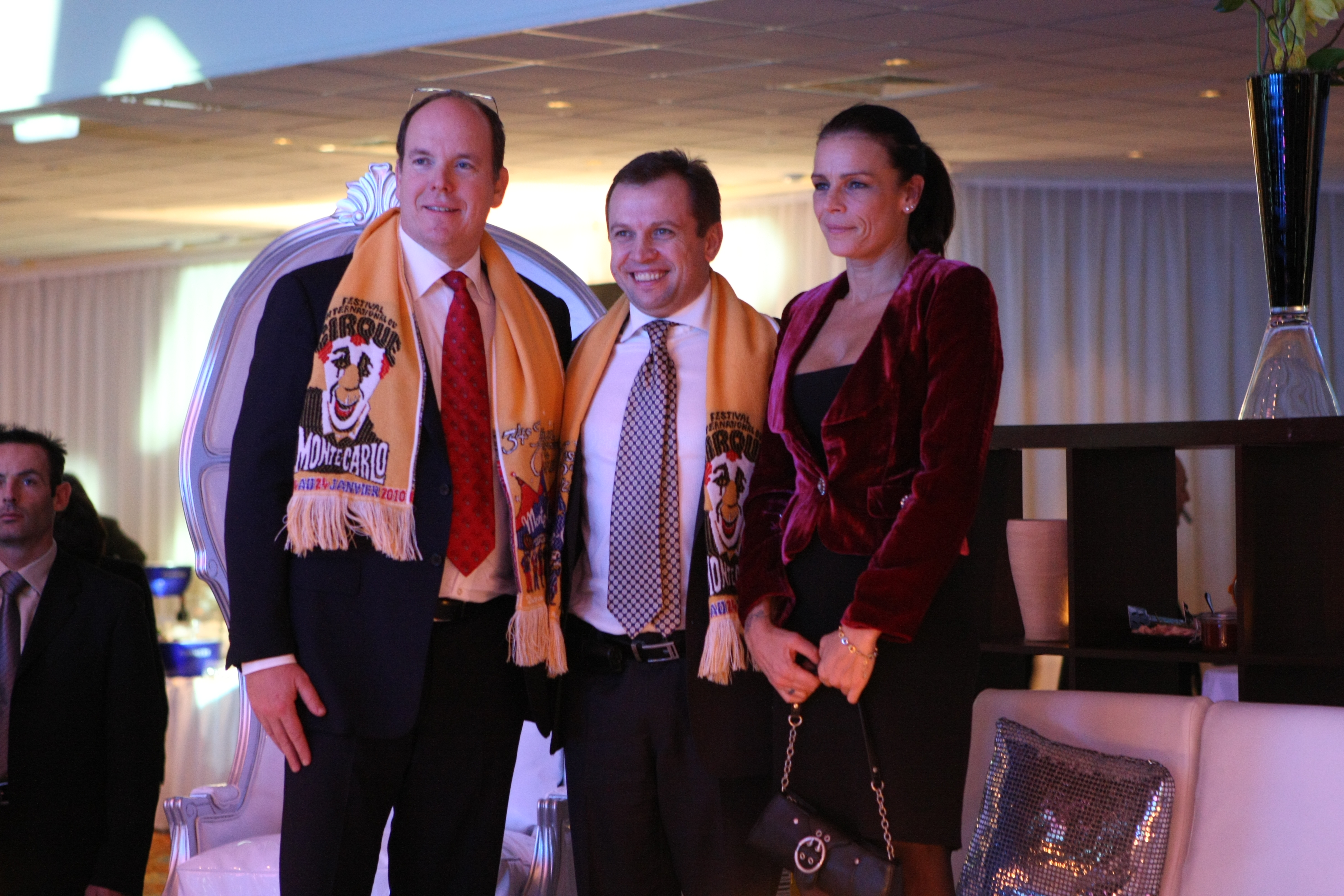
La princesse Stéphanie, avec son frère le prince Albert II (à gauche)

Pour le profit de cette association la princesse Stéphanie participe en août 2006 au single L'Or de nos vies du groupe Kyo qui a signé le titre sur lequel elle chante avec 15 autres chanteurs, tels Amel Bent, Bénabar, Corneille, Emma Daumas, Jenifer. « Nous pouvons aider les personnes par une présence, une écoute... » écrit-elle sur son site. Elle participe également en faveur de son association au jeu télévisé Fort Boyard le 19 août 2006, emmenant une équipe composée de Tomer Sisley, Adeline Blondieau, Pascal Gentil ainsi que les chanteurs M. Pokora et Tyron. Ils remportent 28 230 euros, soit le 4e plus gros gain de l'histoire du jeu.
Depuis le décès de son père en 2005, elle est la présidente du Festival international du cirque de Monte-Carlo, créé par le prince Rainier.
Son frère la décore en 2005 de la grand-croix de l’ordre de Grimaldi pour son engagement auprès des malades du sida.
En octobre 2006, elle est nommée représentante spéciale d'Onusida pour une durée de deux ans et déplore l'opposition de l'Église catholique à l'usage du préservatif.
En mars 2008, la princesse Stéphanie organise un gala de bienfaisance au profit de Fight Aids Monaco au Grimaldi Forum (Monaco) en présence du prince Albert II. L'Orchestre Philharmonique de Monte-Carlo dirigé par Jean-Félix Lalanne. Patrick Bruel, Jane Birkin, Jenifer, David Hallyday, Laam, Alizée, Élie Semoun et Maurane participent au spectacle mis en scène par Kamel Ouali, la direction musicale et l'orchestration sont de Jean-Félix Lalanne autour des chansons de Serge Gainsbourg.
La princesse Stéphanie est marraine de son neveu Andrea Casiraghi (né en 1984), fils de la princesse Caroline et de Stefano Casiraghi.
En 2008, elle rejoint l'association de Pascal Olmeta et est marraine d'« Un Sourire, un Espoir pour la Vie ».
Avec son association Fight Aids Monaco, la princesse réunit les fonds pour créer à Carpentras une Maison de Vie où des personnes atteintes du sida peuvent faire une pause. La Maison de Vie de Carpentras est inaugurée en 2010.
En décembre 2017, la princesse devient la marraine de la Compagnie des Carabiniers, qui fête son 200e anniversaire

### Mariages et enfants
Après avoir été en couple avec Paul Belmondo, Anthony Delon, l'acteur Rob Lowe puis les jet-setteurs Mario Olivier Jutard et Jean-Yves Le Fur, ainsi que le musicien Ron Bloom, Stéphanie de Monaco se marie civilement à Monaco le 1er juillet 1995 avec Daniel Ducruet, à l'époque son garde du corps, dont elle divorce le 4 octobre 1996,. Leurs deux enfants, nés avant le mariage, sont :
- Louis Ducruet, né le 26 novembre 1992 à Monaco, marié le 26 juillet 2019 à Monaco à Marie Chevalier (née 28 décembre 1992) ;
  - Victoire Ducruet, née le 4 avril 2023 à Monaco ;
  - Constance Ducruet, née le 2 décembre 2024 à Monaco.
- Pauline Ducruet, née le 4 mai 1994 à Monaco.

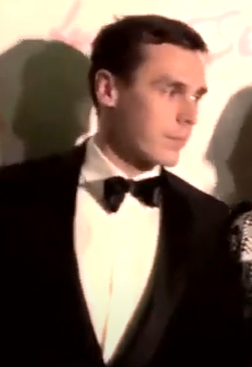
Louis Ducruet, fils de Stéphanie de Monaco
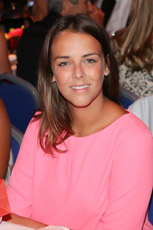
Pauline Ducruet, fille de Stéphanie de Monaco

Elle a une relation avec l'un de ses anciens gardes du corps, Jean-Raymond Gottlieb, avec qui elle a une fille :
- Camille Gottlieb[14], née le 15 juillet 1998[15] à l'hôpital Princesse-Grace-de-Monaco, baptisée le 5 avril 1999 en l'église Sainte-Dévote de Monaco en présence de ses deux parents et de la famille princière.

Elle a une relation avec le directeur de cirque et dresseur d'éléphants Franco Knie entre 2001 et 2002. 
Elle épouse, le 12 septembre 2003 à Vandoeuvres en Suisse, Adans Lopez Peres (en), un acrobate portugais du cirque Knie dont elle divorce le 24 novembre 2004.
La princesse Stéphanie aurait perdu tout rang successoral, tout comme sa descendance légitime, sans la réforme de 2002 de la constitution de 1962 et de son article 10, initiée par Rainier III quelques années avant sa mort et qui ouvre la succession aux frères et sœurs du prince souverain défunt, ainsi qu'aux descendants légitimes de ces derniers.
Louis et Pauline Ducruet sont donc dynastes (respectivement 15e et 18e dans l'ordre de succession) parce que légitimés du fait du mariage de leurs parents, mais il n'en va pas de même pour leur demi-sœur, Camille Gottlieb.

## Titulature

Monogramme de la princesse Stéphanie de Monaco

- Depuis le 1er février 1965 : Son Altesse Sérénissime la princesse Stéphanie de Monaco (naissance).

## Décorations
- Grand-croix de l'ordre de Grimaldi : le 10 novembre 2005, le prince Albert II lui remet les insignes de grand-croix, pour son engagement dans les domaines humanitaires, notamment pour son action dans la lutte contre le sida, et artistiques, pour son soutien des arts de la piste au travers du Festival international du cirque de Monte-Carlo, créé par le prince Rainier III[17].

## Ordre de succession au trône de Monaco
Elle est quatorzième dans l'ordre de succession au trône de Monaco, devant ses enfants et derrière les enfants de son frère, sa sœur aînée, ses neveux et leurs enfants.

## Discographie

### Albums
- 1986 : Besoin (n°6 France, n°6 Suède, n°12 Allemagne)
  - Flash
  - Rendez-Vous
  - Young Ones Everywhere
  - Ouragan
  - Fleur du mal (à Paul)
  - Dis tout bas Dis
  - Live Your Life
  - Le Sega Mauricien
  - Besoin
- 1991 : Stéphanie (n°48 France)
  - Winds of Chance
  - You don't die from love
  - Love Once
  - Born Blue
  - Words upon the Wind
  - Sky fall down
  - Unchained
  - Hunger Rise
  - I Escape
  - Good Dreams

### Singles
| Année | Single                                  | Classement des ventes | Classement des ventes | Classement des ventes | Classement des ventes | Classement des ventes | Classement des ventes |
| Année | Single                                  | France                | Suisse                | Allemagne             | Autriche              | Suède                 | Norvège               |
| ----- | --------------------------------------- | --------------------- | --------------------- | --------------------- | --------------------- | --------------------- | --------------------- |
| 1986  | Ouragan                                 | 1                     | 11                    | —                     | —                     | —                     | —                     |
| 1986  | Irresistible                            | —                     | —                     | 2                     | 5                     | —                     | —                     |
| 1986  | Flash                                   | 4                     | 28                    | —                     | —                     | —                     | —                     |
| 1986  | One love to give                        | —                     | —                     | 10                    | —                     | 1                     | —                     |
| 1987  | Fleurs du mal                           | 16                    | —                     | —                     | —                     | —                     | —                     |
| 1987  | Live your life                          | —                     | —                     | —                     | —                     | —                     | 9                     |
| 1991  | Winds of chance                         | —                     | —                     | 54                    | —                     | —                     | —                     |
| 1992  | In the Closet avec Michael Jackson      | 9                     | 25                    | 15                    | 23                    | 29                    | 10                    |
| 2006  | L'Or de nos vies (Collectif Fight Aids) | 5                     | 43                    | —                     | —                     | —                     | —                     |

## Hommage
Une rose est baptisée de son nom en 1971 : Stéphanie de Monaco.